# Educação corporativa
A educação corporativa, também chamada de educação empresarial, ocorre quando a organização estabelece um forte processo de aprendizagem que tenha como prioridade a obtenção, manutenção e disseminação do conhecimento. Não deve se tratar apenas de técnicas, mas também de práticas e valores que façam parte da visão e da missão da empresa e que possam ser aplicados inclusive fora dela, seja na vida pessoal ou na própria carreira dos envolvidos.

## Definição
A educação corporativa é um esforço minucioso das instituições que buscam o contínuo desenvolvimento das pessoas. Não apenas de funcionários, mas todos aqueles envolvidos com suas atividades como fornecedores, clientes e a sociedade como um todo, a fim de gerar determinado valor que contribua para a produtividade, alcance de metas e crescimento saudável da organização.

## Conceito
A palavra educação é originária do latim educere, que significa extrair, tirar, desenvolver.
A educação é um fator vital para a existência do homem em sociedade, e permeia os mais diversos aspectos da vida do ser humano, tanto nas fases iniciais, quanto ao longo dela.
Atualmente, vivemos na chamada era do conhecimento (ou sociedade da informação). Diante dessa realidade, a educação assume um papel chave como ferramenta que proporciona ao indivíduo a capacidade de interagir como um agregador de resultados consciente e participativo no seu papel de cidadão.
Investindo em educação corporativa a empresa reconhece o valor estratégico das pessoas no cumprimento das metas organizacionais e busca desenvolver valores que possam ser levados para fora da estrutura física da empresa e ao longo da carreira de seus funcionários.

## Princípios
Existem 7 princípios que são norteadores para o desenvolvimento do processo de educação corporativa. São eles:
1. Competitividade: Educação como fator gerador de aptidões que torne a empresa mais competitiva no mercado;
2. Perpetuidade: Educação como ferramenta de gestão do conhecimento permitindo criar, manter, transformar e transmitir as crenças e valores da organização;
3. Conectividade: Educação como formadora de rede que conecte as pessoas não apenas umas com as outras mas também com o ambiente no qual elas estão inseridas;
4. Disponibilidade: Facilidade na disseminação do conhecimento não dependendo de um lugar específico e nem hora estabelecida, mas sim de um processo contínuo;
5. Cidadania: Apoio ao desenvolvimento individual, coletivo, e social do homem;
6. Sustentabilidade: Exercer o aprendizado conhecendo e colaborando com os princípios de manutenção de recursos naturais e desenvolvimento sustentável;
7. Parceria: Enriquecer o processo de educação por meio de parcerias que sejam produtivas como Universidades e empresas especializadas.[3]

## Universidades corporativas
Na busca de assegurar e formalizar o processo de educação corporativa surge a Universidade Corporativa (UC), que é um sistema educacional implantado no âmbito de uma organização para atender seus funcionários, clientes, parceiros e fornecedores em alinhamento com as estratégias organizacionais..
Alguns dos objetivos de uma Universidade Corporativa são: trabalhar aptidões chave para o seu negócio, proporcionar um aprendizado voltado diretamente para a prática, desenvolver competências de forma sistemática, fixar os valores da organização e contribuir para a identidade da organização por meio da fixação da cultura.

## Ensino
Para trabalhar a educação corporativa as empresas podem utilizar tanto cursos presenciais quanto cursos não presenciais.
Os cursos presenciais podem ser oferecidos internamente por um gestor ou profissional da empresa que tenha conhecimento específico sobre os valores e estratégia da companhia, ou ainda fornecidos por terceiros como equipes de consultorias, palestrantes ou profissionais de instituições de ensino; e podem ser ministrados dentro ou fora da organização.
Os cursos não presenciais também podem partir de iniciativa particular ou por meio da contratação de terceiros e ocorrem através de mídias impressas como manuais e apostilas ou por ambiente eletrônico por meio da internet, teleconferências ou vídeo aulas.

## Vantagem competitiva
Por meio de processos de educação corporativa as empresas fornecem aos seus stakeholders conhecimento, habilidade e atitudes que são aplicáveis em duas dimensões: A dimensão interna, atuando no próprio ambiente de trabalho e a dimensão externa, onde o indivíduo tem oportunidade de enriquecer a si mesmo no que tange a cultura e desenvolvimento pessoal.
Desta forma, a educação passa a permear todos os setores da sociedade, e as organizações reconhecem nela, um fator de estímulo à produtividade e à inovação. Além disso, por ser visto como uma fonte de vantagem competitiva sustentável frente aos concorrentes, já que tem um caráter motivador com efeitos à longo prazo.